# Думченко, Николай Ильич
Николай Ильич Думченко (6 декабря 1916 года—29 декабря 1985 года) — советский учёный-педагог, член-корреспондент АПН СССР (1978).
Родился 6 декабря 1916 года в починке Думченко Сивинском районе Пермской губернии.
Начал работать в 1930 году, совмещая работу на производстве с повышением общеобразовательного уровня.
В 1939 году — окончил Азово-Черноморский институт механизации и электрификации сельского хозяйства.
Участник Великой Отечественной войны с октября 1941 года и до конца войны. Пройдя путь от рядового солдата до инженера-подполковника, воевал на Ленинградском, I Украинском и Северо-Западном фронтах, был демобилизован в 1956 году.
После демобилизации был направлен на военно-ремонтный завод в Ленинград, где работал четыре с половиной года и прошел путь от инженера-конструктора технического отдела до главного инженера завода.
В 1957 году — защитил кандидатскую, в 1977 году — докторскую диссертацию, в 1958 году — присвоено учёное звание доцента.
В 1963 году — был назначен директором вновь созданного НИИ профтехобразования, который возглавлял до 1981 года.
В 1978 году — был избран членом-корреспондентом АПН СССР.
Николай Ильич Думченко умер 29 декабря 1985 года.

## Научная деятельность
Участвовал в разработке стратегических задач исследований по актуальным и перспективным проблемам развития средних профтехучилищ, общей программы и частных методов исследования, педагогических основ системы производственного обучения.
Под его непосредственным руководством разработана методика группировки профессий, определены некоторые конкретные группы профессий, послужившие основой создания соответствующих учебных планов и программ.
Сочинения
- Сборник задач по допускам и техническим измерениям. — М., 1967;
- Зубошлифовальные работы. — М., 1966, 1972;
- Методика производственного обучения токарей в профессионально-технических училищах. — М., 1975;
- Организация и методика производственного обучения. — М., 1978;
- Дидактика производственного обучения. — М., 1978;
- Содержание подготовки квалифицированных кадров в средних профтехучилищах. — М., 1975.

## Награды
- Два ордена Красной Звезды (1944, 1956)
- Медаль «За оборону Ленинграда» (1942)
- Медаль «За боевые заслуги» (1951)
- Медаль «За победу над Германией в Великой Отечественной войне 1941—1945 гг.» (1945)